# Жилетт Стедіум
«Жилетт Стедіум» (англ. Gillette Stadium) — стадіон, що знаходиться за 34 кілометри від Бостона, в місті Фоксборо, штату Массачусетс, США. Арена є домашнім стадіоном для клубу НФЛ «Нью-Інгленд Петріотс».